# جيرالد وليامز (لاعب دوري الرغبي)
جيرالد وليامز (بالإنجليزية: Gerald Williams)‏ هو لاعب دوري الرغبي جنوب أفريقي، ولد في 4 ديسمبر 1969 في جنوب أفريقيا.